# Dysschema montezuma
Dysschema montezuma är en fjärilsart som beskrevs av William Schaus 1892. Dysschema montezuma ingår i släktet Dysschema och familjen björnspinnare. Inga underarter finns listade i Catalogue of Life.